# Estação San Francisco (ATI)
A Estação San Francisco é uma das estações do Trem Urbano de San Juan, situada em San Juan, entre a Estação Centro Médico e a Estação Las Lomas. É administrada pela Alternate Concepts Inc..
Foi inaugurada em 17 de dezembro de 2004. Localiza-se no cruzamento da Avenida José de Diego com a Rua Casia. Atende o bairro de Gobernador Piñero.